# MTV 10

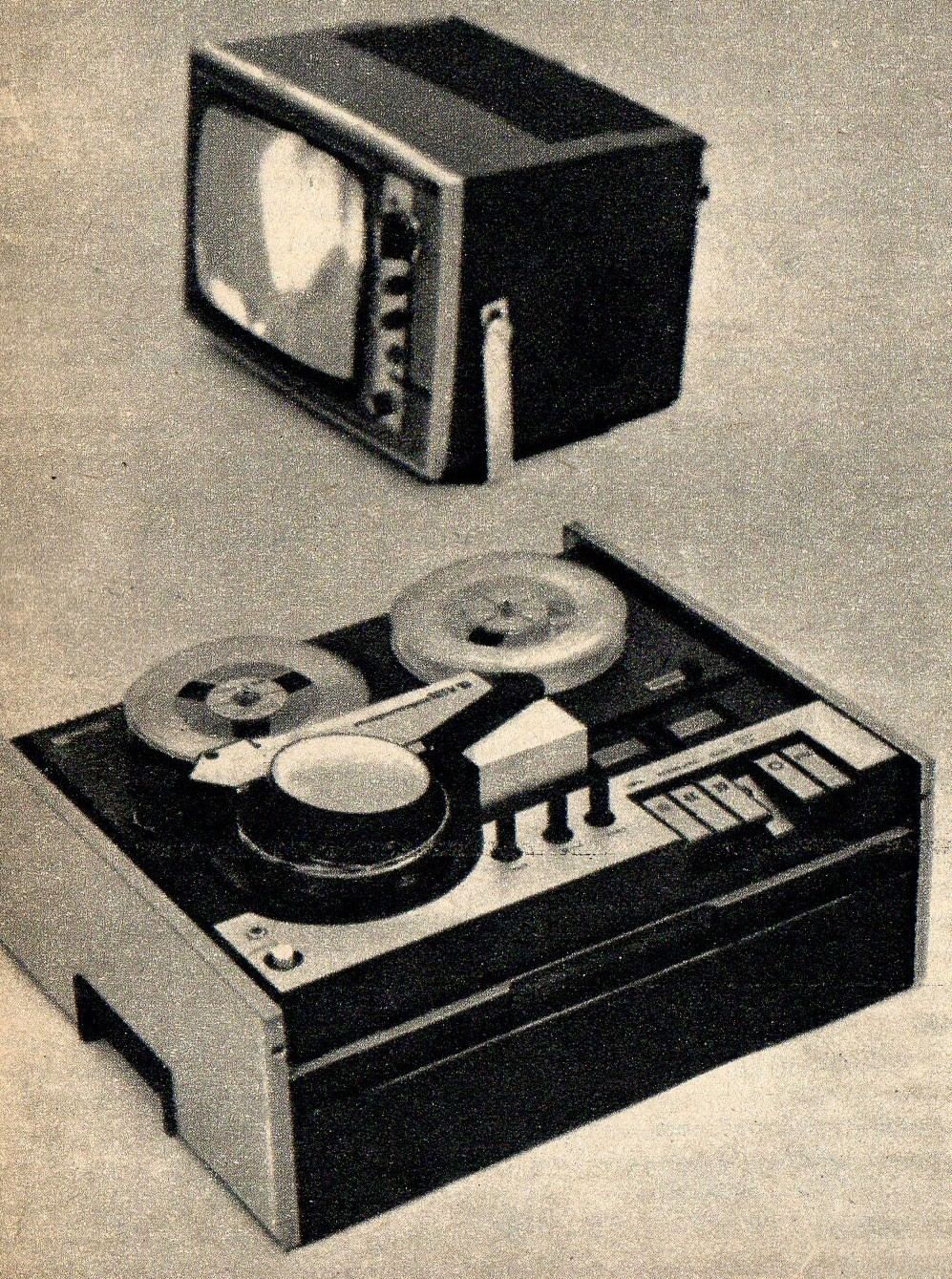
MTV-10 z monitorem

MTV-10 – pierwszy tranzystorowy magnetowid szpulowy produkowany w Polsce od 1973 r. przez Zakłady Radiowe im. M. Kasprzaka w Warszawie na bazie magnetowidu Philips LDL 1001. Wzornictwo opracowano w Zakładach Artystyczno-Badawczych warszawskiej Akademii Sztuk Pięknych. Magnetowid MTV-10 umożliwiał zapis czarno-białego obrazu z telewizora lub z kamery telewizyjnej. Zapis sygnału wideo odbywał się na półcalowej taśmie szpulowej. W 1975 roku zaprzestano produkcji, zastępując modelem MTV-20 bazującym na standardzie Philips VCR, który pozwalał na zapis także w kolorze.
Na magnetowid opracowano także materiały dydaktyczne, m.in. pierwszy w Polsce Telewizyjny Kurs Informatyki.

## Dane techniczne
- Wymiary: 442x370x220 mm
- Masa: 16 kg
- Jedna prędkość przesuwu taśmy: 16,84 cm/s
- Szerokość taśmy: 1/2″ (1,27 cm)
- Prędkość zapisu: 8,08 m/s
- Szerokość pasma wizji: 1,8 MHz (-6 dB)
- Zasilanie: 220 V; 50 Hz
- Pobór mocy: ok. 100 W
- Maksymalna średnica szpuli: 15 cm
- Czas nagrania: ok. 45 min
- Czas przewijania: mniejszy od 4 min